# Schloss Chenaux
Das Schloss Chenaux ist ein Herrschaftssitz von Estavayer-le-Lac (deutsch Stäffis am See) in der Gemeinde Estavayer im Broyebezirk des Kantons Freiburg in der Schweiz.

## Lage und Name
Die Höhenburganlage steht oberhalb des Neuenburgersees nördlich der Altstadt von Estavayer-le-Lac. Der französische Name „Château de Chenaux“ (deutsch Kanalburg) erklärt sich aus den wassergefüllten Gräben, die die Burg umgaben. Mehrere Verkehrswege im Umfeld wurden nach dem Schloss benannt, etwa die „Rue du Château“, der „Chemin du Donjon“, der „Chemin du Pré du Château“ oder die Strasse „Sous le Château“.

## Geschichte
Bereits im späten 11. Jahrhundert gab es Herren von Stäffis/Estavayer (erstmals 1090 Robert, Ulrich, Rainald), welche die Bischöfe von Lausanne als Lehnsherren anerkannten. Im frühen 13. Jahrhundert wurde diese Herrschaft unter den Söhnen Conos I. von Stäffis aufgeteilt. Wilhelm II. begründete dabei die Linie von Stäffis-Chenaux, Reginald die andere. Beide scheinen die Bischöfe weiterhin als Lehnsherren betrachtet zu haben, denn Peter II. von Savoyen, selbst ehemaliger Administrator des Bistums Lausanne, übernahm im Jahr 1244 zunächst für die eine Herrschaft, sechs Jahre später (1250) für die andere die Lehnsherrschaft. Er erlangte diese also nur schrittweise. Eine dritte Herrschaft von Stäffis kam Ende des 13. Jahrhunderts durch Jakob I. von Stäffis hinzu. Diese nannte sich fortan „von Stäffis-Cugy“. Jeder der drei Lokalherrscher besass seine eigene Burg und diese trugen die Namen Chenaux, La Motte-Châtel bzw. Savoie. Wie bei vielen in dieser Art und Weise ausgeübten Herrschaften gab es aber auch Mitherrentum und gemeinsame Rechte. Dadurch ist die Zugehörigkeit der Familienmitglieder zu den einzelnen Linien teils nur schwer nachzuvollziehen. Als Bauherren der Burg Chenaux gelten Pierre und Guillaume d’Estavayer (deutsch Peter V. und Wilhelm VI. Stäffis), wobei der savoyische Einfluss deutlich sichtbar wurde, denn es entstand ein «carré savoyard» (deutsch savoyisches Quadrat), also als eine Vierseitanlage mit einem Donjon an einer der vier Ecken, wie sie z. B. auch beim Schloss Yverdon umgesetzt wurde.
In der Mitte des 14. Jahrhunderts kam es zum weiteren Wandel der Herrschaft, als Wilhelm IV. von Stäffis seinen Anteil im Jahr 1349 an Isabella von Chalon, Herrin der Waadt und Witwe von Ludwig II., veräusserte. Von deren Tochter Katharina musste das Besitztum aufgrund hoher Schulden 1359 an Graf Amadeus VI. von Savoyen verkauft werden, so dass das Haus Savoyen diese nun auch direkt besass. Die Herrschaft ging im Jahr 1421 von Herzog Amadeus VIII. von Savoyen erneut an eine Nebenlinie, diesmal an seinen Halbbruder Humbert von Savoyen. Humbert gelang es 1423 zudem, die zweite Herrschaft von Anselm und Jakob V. von Stäffis zu erwerben, so dass er dann auch im Besitz der Burg Chenaux war. Er war es mutmasslich auch, der eine Barbakane, „Jaquemart“ genannt, am äußeren Burggraben errichtete.
Als Humbert im Jahr 1443 starb, fielen beide Herrschaften an die savoyische Hauptlinie zurück, die sie aber schon 1454 an Jakob von Estavayer verkaufte. Im Rahmen der Burgunderkriege verweigerte der savoyische Graf Jacques von Romont die geforderte Übergabe von Estavayer-le-Lac, woraufhin es im Jahr 1475 zur Ermordung der Burgmannschaft, Plünderung der Stadt und schliesslich zur Zerstörung aller drei Burgen kam. Danach hatte die Familie von Estavayer so hohe Schulden, dass Jakobs Enkel Johann von Estavayer 1488 Chenaux an die Stadt Freiburg überliess. Freiburg setzte hier einen Kastlan ein, nutzte aber im Jahr 1536 die Eroberung der Waadt, um zusätzlich auch Schloss Savoie in Beschlag zu nehmen und vereinigte die Teilherrschaften zur freiburgischen Landvogtei Estavayer, wodurch die Burg Chenaux zum Vogteischloss wurde.
Im 16. Jahrhundert bildeten sich neue Zweige der Familie von Estavayer, die aber nach Solothurn, Neuenburg und Freiburg sowie nach Frankreich abwanderten (von Stäffis-Molondin; von Stäffis-Montet; von Stäffis-Lully; von Stäffis-Bussy) und teils Stadtbürger wurden, teils politische Ämter erlangten. Die Burg „La Motte-Châtel“, die sich im Westen der Stadt befand, war 1475 vollständig zerstört worden. Vom „Château de Savoie“ blieb nur noch der „Tour de Savoie“ als letzter Rest im Südosten der Stadt erhalten. Der Familienzweig, der in der Burg „La Motte-Châtel“ lebte, zog wohl direkt danach, also im 15. Jahrhundert, zum „Place de Moudon“ um, und lebte dort in einem Herrschaftshaus. Nachdem im Jahr 1632 Lorenz von Estavayer kinderlos gestorben war, wurden die letzten Reste der seit dem Hochmittelalter geteilten Herrschaft wieder zusammengeführt. Das Schloss Chenaux vereinte somit die ehemaligen Besitzungen der Familie von Stäffis/Estavayer in sich, gehörte aber als Vogteischloss Freiburg. Durch den Einmarsch der Franzosen im Jahr 1798 wurde aus der Vogtei der Bezirk Estavayer und dieser 1848 mit dem neuen Broyebezirk vereinigt.

## Beschreibung
Das Aussehen der Gesamtanlage erhält seine wesentlichste Prägung durch den runden und 33 Meter hohen Bergfried (Donjon), der sich im Süden der Anlage befindet. Er ist aber nur einer von vielen Türmen. So wurde südlich vorgelagert um das Jahr 1450 ein Torturm errichtet, der den Zugang zum Gesamtareal überwacht. Westlich und östlich neben ihm befinden sich Torbauten aus Backstein, die stilistisch der Gotik zuzurechnen sind und 1503 ergänzt wurden. Die Errichtung einer solchen Barbakane ausserhalb der eigentlichen Ummauerung ist häufiger bei Bauten des 15. Jahrhunderts zu beobachten, wobei die eigentliche Idee auf das Jahr 1432 datiert und somit Humbert zugeschrieben wird. Die Anlage aus Turm und Toren ist teils mit rundbogigen, teils mit anders geformten Friesen versehen. Die angestrebte Zwingerfunktion offenbart sich zwischen dem quadratischen Torturm und dem runden Hauptturm, denn beide verbindet eine überdachte Brücke aus Backstein, die dadurch fast wie ein Wehrgang wirkt.
Die Brücke ist ebenfalls mit einem Fries verziert und führt zu einem Rondell, bei dem eine zweite – von Südosten kommende – Brücke mündet. Diese besitzt einen eigenen Torbau mit wuchtigen Maschikuli. Hier befand sich zuvor eine Zugbrücke. An der gegenüberliegenden nordwestlichen Seite der Anlage schützen zwei wuchtige Rundtürme den Dreiflügelbau, die im Jahr 1502 aus Backstein entstanden und Westturm (französisch Tour de l’ouest) bzw. Roter Turm (französisch Tour rouge) genannt werden. Ihr Baumeister war Marmet Bonvespréz. An der Ostecke befindet sich ein fünfter Turm, der aber nur als Pfefferbüchse, also als Turmerker, erbaut wurde. Dieser wird „Pigeonnnier“ (deutsch Taubenschlag) genannt. An ihn schliesst ein barocker Bau mit Mansardwalmdach an, der den Nordostflügel bildet und im 18. Jahrhundert in seiner heutigen Gestalt entstand. Er besitzt ein Zwerchhaus sowie eine Schleppgaube auf dem Dach. Ausserdem weist dieses Bauwerk gleich drei rundbogige Eingänge auf. Vermutlich handelt es sich um ein Wirtschaftsgebäude.
Das Hauptgebäude befindet sich im Nordwesten der Schlossanlage. Von der Seeseite aus zeigen sich in den Obergeschossen insgesamt elf Fensterachsen, von denen die beiden nördlichsten über zwei Etagen zu reichen scheinen, wohingegen die anderen neun Achsen zweietagig ausgebildet sind, wobei das Geschoss direkt unter dem Dach kleinere Fenster aufweist als die darunter liegende Etage. Das Erdgeschoss weist noch gotische Elemente auf, wobei hier die Achsen nur scheinbar verschoben sind: Neben vier grösseren gotischen Fenstern finden sich dort mehrere Schlitzfenster, die offenbar die Überreste eben solcher grösseren Fenster darstellen. Dieser unruhige Aufbau findet sich auch im Hof wieder, wo die gotischen Fenster im Erdgeschoss nicht gänzlich zu den barocken Fensterachsen der Obergeschosse passen.
Der Südwestflügel ist das höchste der drei Gebäude. Zwischen ihm und dem Schloss befindet sich ebenso ein flacher Anbau wie an der Westseite des Donjons. Beide sind durch einen Steg miteinander verbunden. Die Trennung zwischen Burg und Stadt durch Mauern und Gräben wurde im Laufe der Jahrhunderte reduziert. So verschwand die Mauer, die den Hof an der Südostseite begrenzte. Die meisten der abwechslungsreich gestalteten Schornsteine wurden im 20. Jahrhundert entfernt.

Schlossansichten
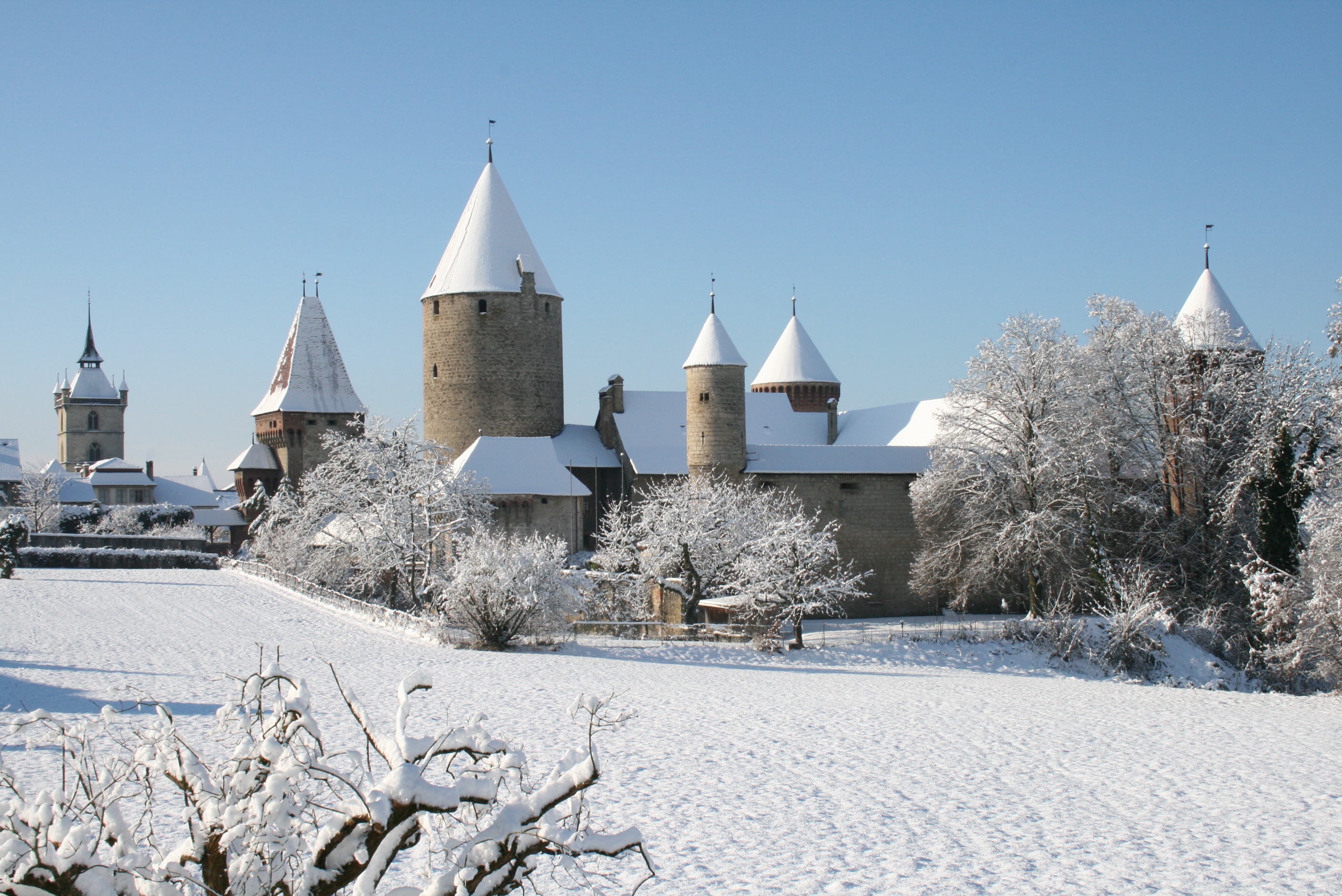
Gesamtanlage von Osten
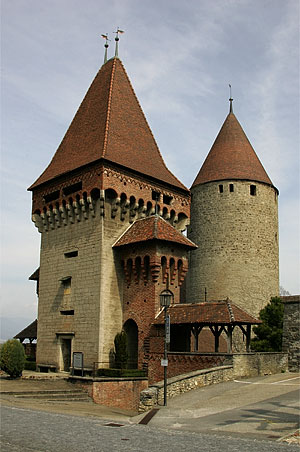
Barbakane mit östlichem Torbau und Donjon
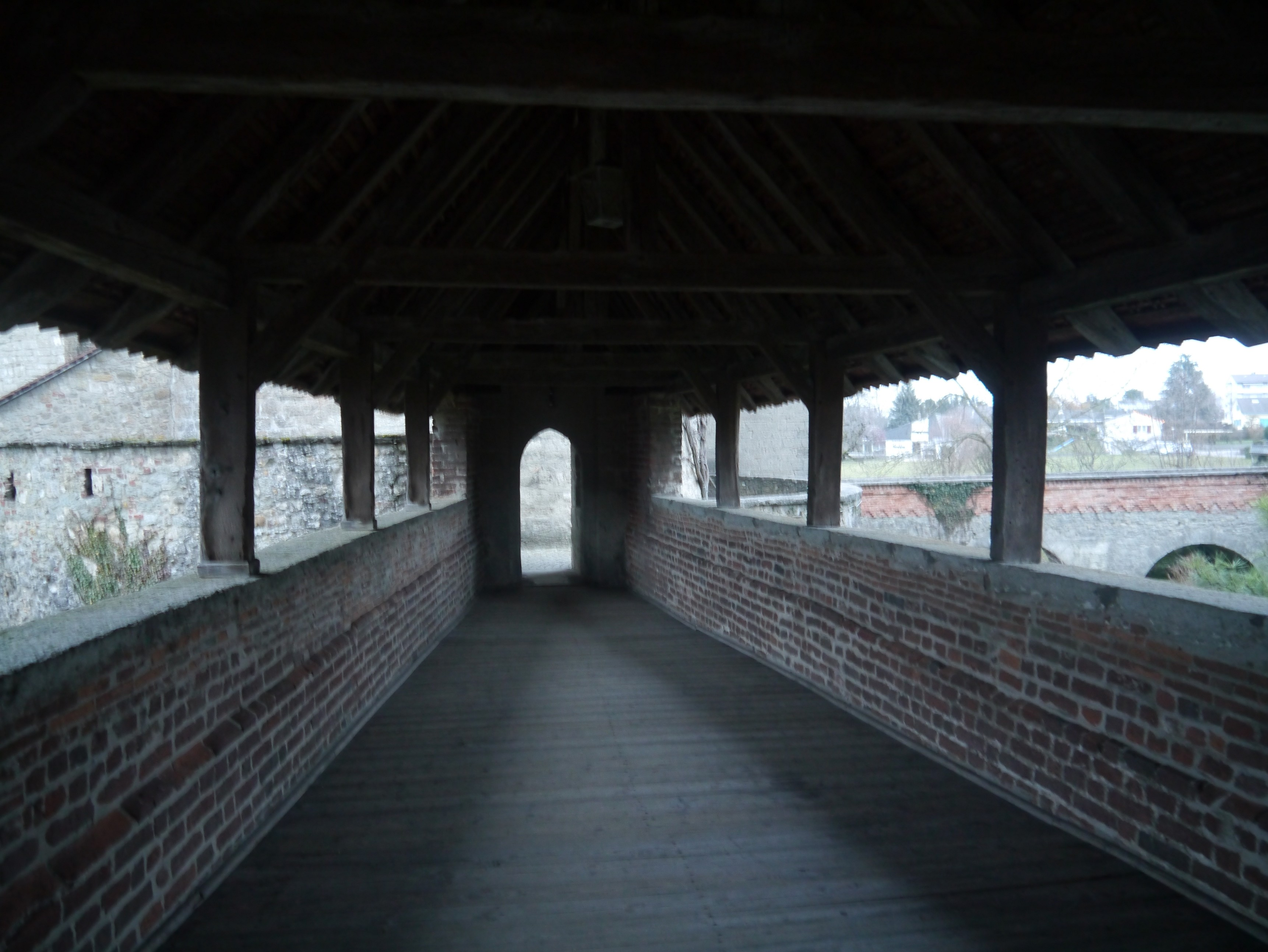
Südwestliche Brücke von der Barbakane zum Donjon
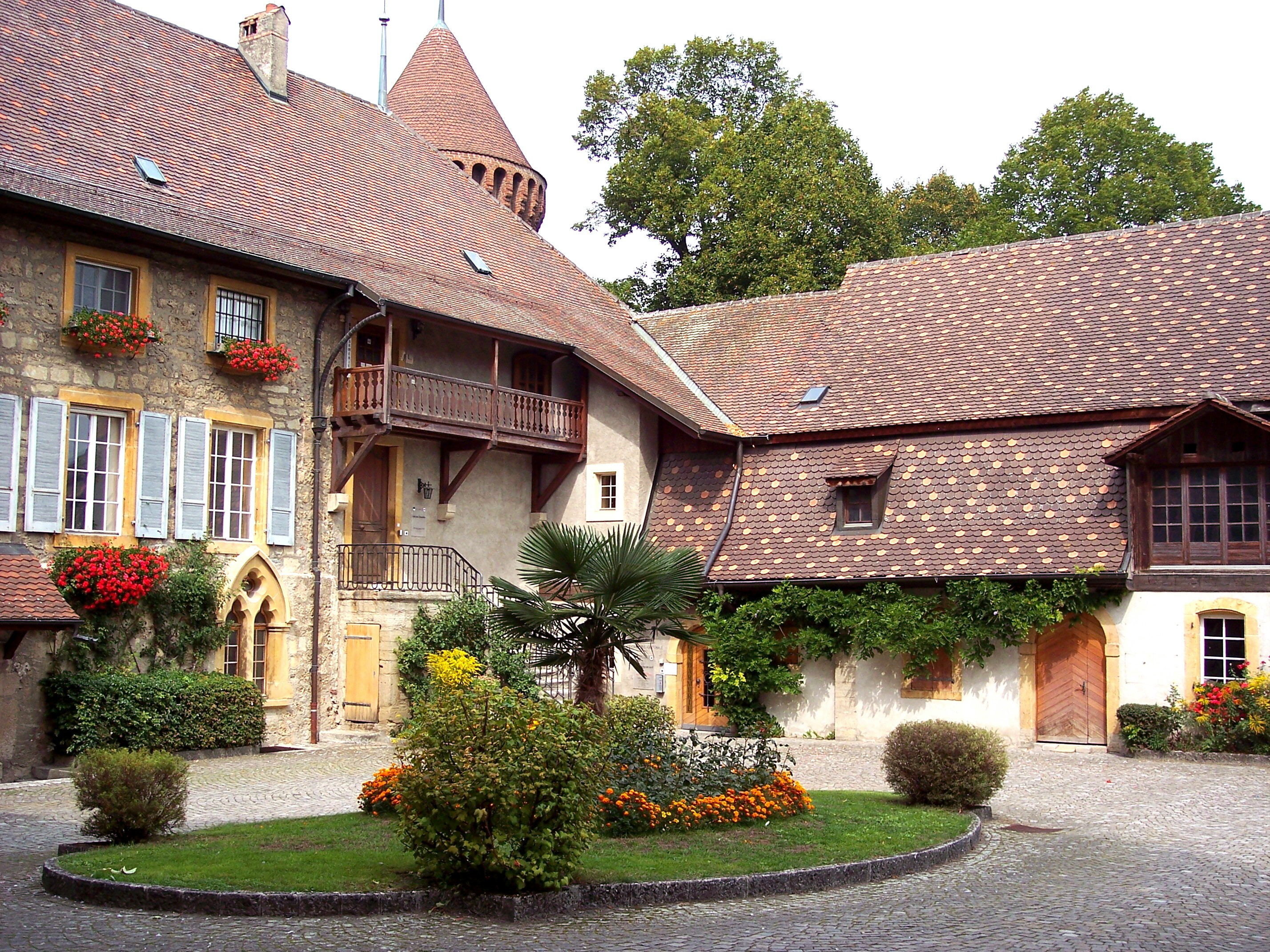
Innenhof
Südöstliche Brücke mit Torbau (1941)
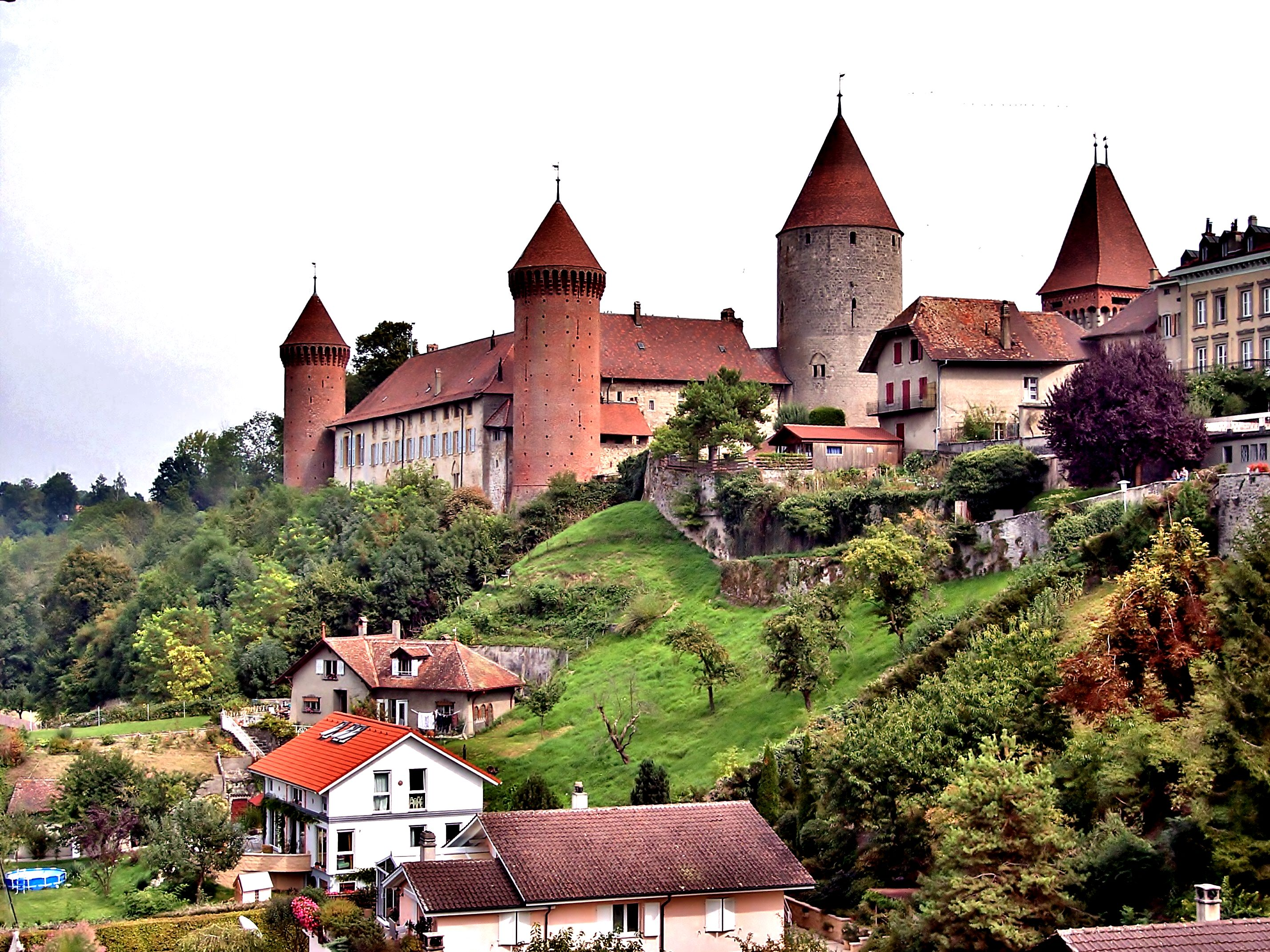
Gesamtanlage von Südwesten
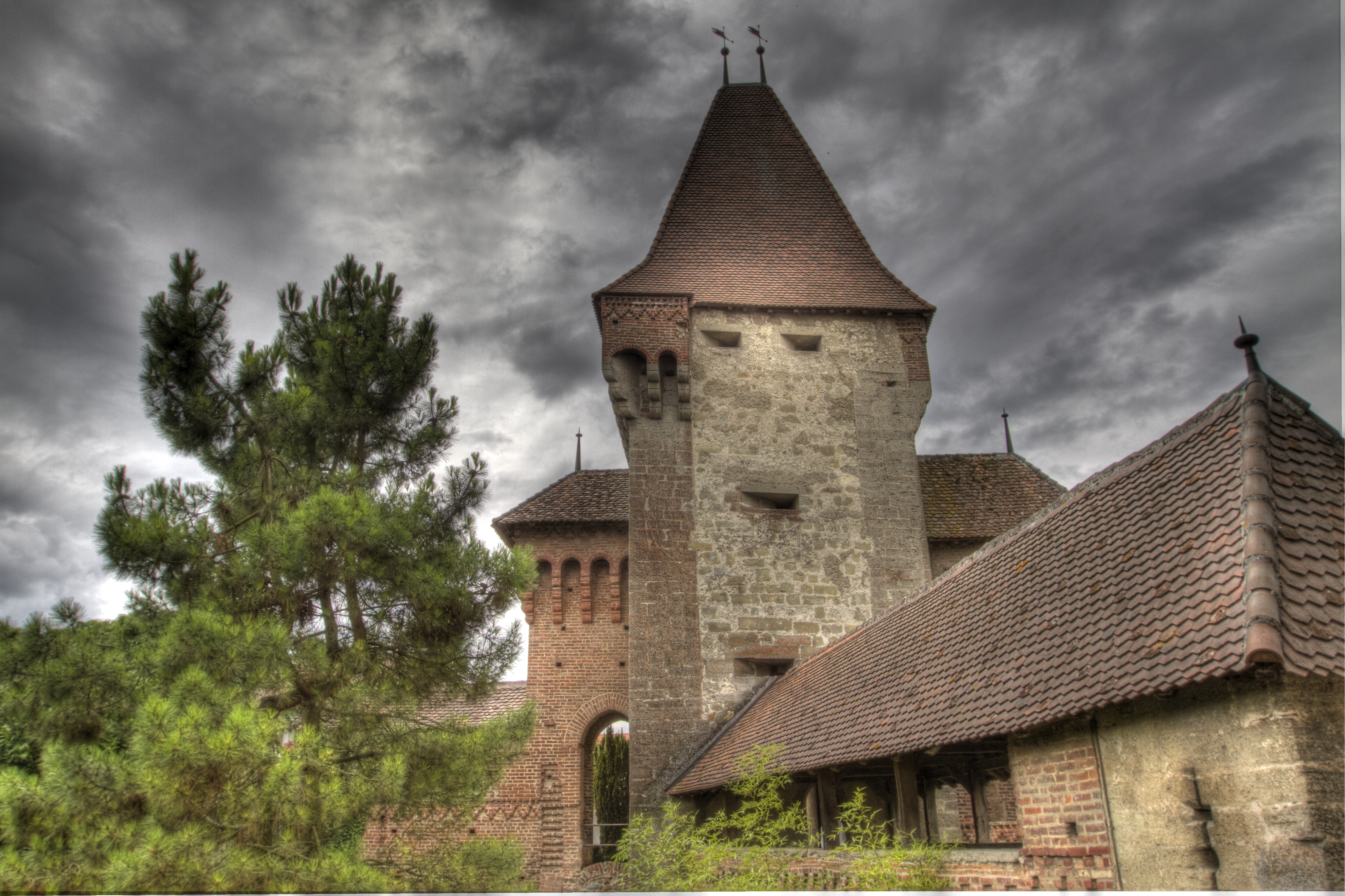
Südwestliche Brücke mit der Barbakane
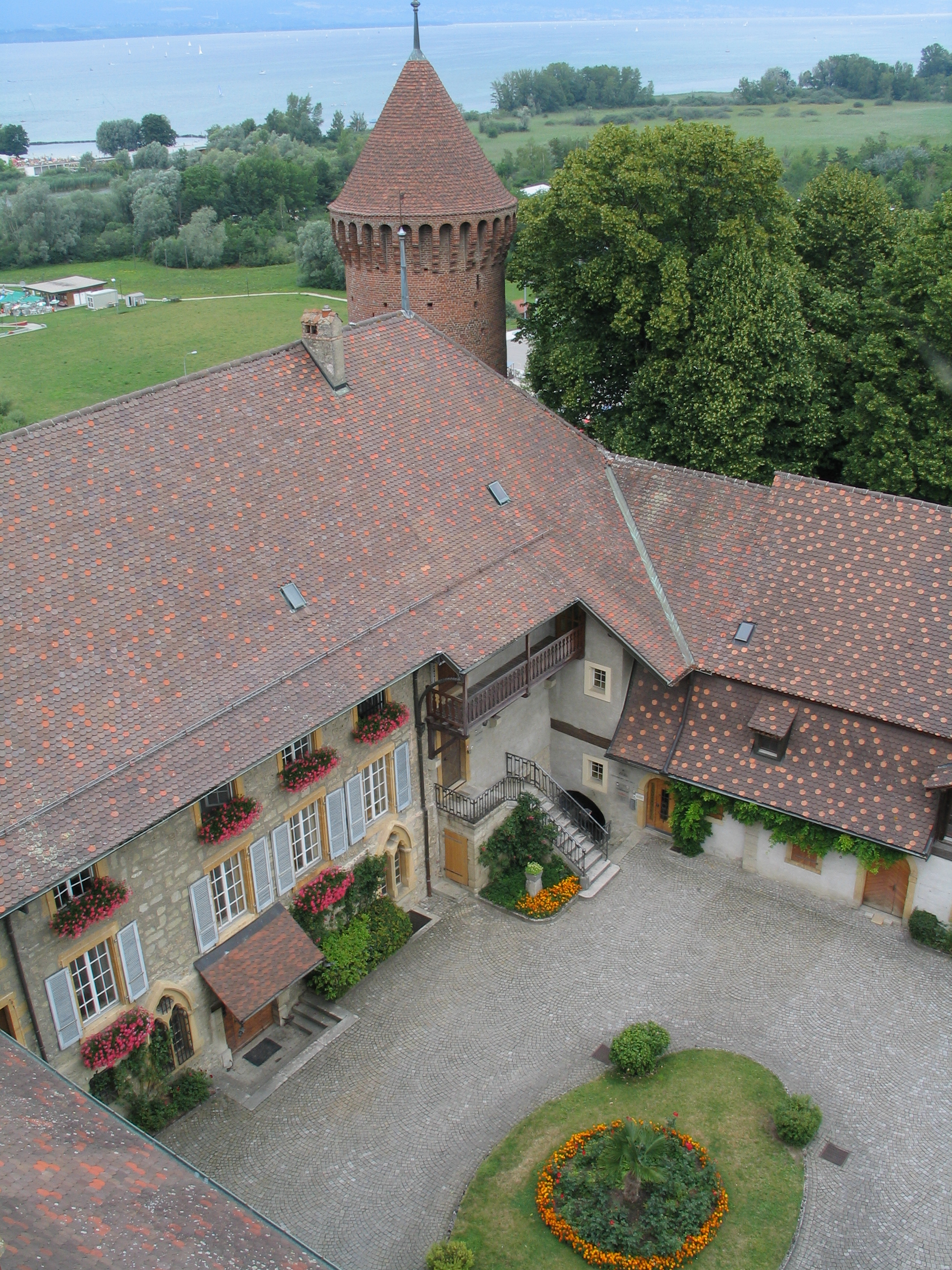
Blick über Innenhof und Nordturm zum See

## Nutzung
Zeitweise beherbergte der Turm ein Gefängnis mit mehreren Zellen. Zudem diente das obere Stockwerk als Taubenschlag. Bis heute ist das Gebäude Sitz der Präfektur und beherbergt u. a. das Grundbuchamt. Von 1915 bis 1920 erfolgte eine umfassende Restaurierung der Anlage. Das Schweizerische Inventar der Kulturgüter von nationaler und regionaler Bedeutung führt das Schloss auf seiner Liste als A-Objekt – d. h., es besitzt nationale Bedeutung – mit der KGS-Nummer 2031. Im Jahr 2017 kam es zu einem erheblichen Erdrutsch unterhalb der Schlossanlage. Um das Schloss kümmert sich mittlerweile auch die Vereinigung „Le Château de Chenaux de hier à DEMAIN“.